# Riedelia capillidens
Riedelia capillidens är en enhjärtbladig växtart som beskrevs av Alexander Gilli. Riedelia capillidens ingår i släktet Riedelia och familjen Zingiberaceae. Inga underarter finns listade i Catalogue of Life.